# Problema de la partida interrumpida

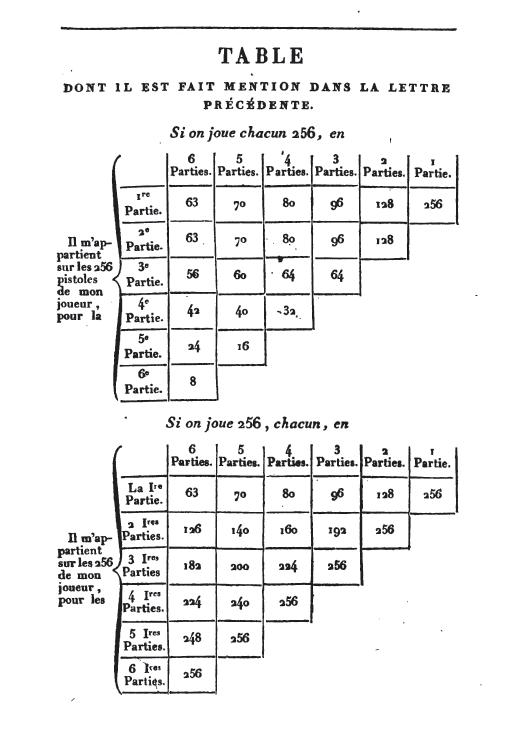
Página de una "copia de la primera carta de Pascal a Fermat"

El problema de la partida interrumpida, también denominado de la división de las participaciones o de los puntos, es una cuestión clásica en la teoría de la probabilidad. Se trata de un problema famoso, que motivó el inicio de la teoría de la probabilidad moderna en el siglo XVII, y que llevó al matemático francés Blaise Pascal a realizar el primer razonamiento explícito sobre lo que se conoce como un valor esperado.
El problema aborda un juego de azar entre dos jugadores, que tienen posibilidades iguales de ganar cada ronda. Las apuestas de ambos son idénticas, y están de acuerdo por adelantado en que el primer jugador que gane un cierto número de rondas obtendrá todo el premio. A continuación, se debe suponer que el juego queda interrumpido por una circunstancia externa antes de que cualquier jugador haya conseguido la victoria. ¿Cómo se debe dividir el premio entonces? Tácitamente parece que la división tendría que depender de alguna manera del número de rondas ganado por cada jugador, de forma que si un jugador estuviese más próximo a ganar, debería llevarse una parte más grande del premio. Pero el problema no es meramente una cuestión de cálculo, y también implica decidir lo que es de hecho una "división justa".

## Primeras soluciones
Luca Pacioli consideró este problema en su libro de 1494 Summa de arithmetica, geometrica, propori et proportionalità. Su método fue dividir las apuestas en proporción al número de rondas ganadas por cada jugador, pero el número de rondas necesarias para ganar no afectaba a sus cálculos en absoluto.
A mediados del siglo XVI Niccolò Tartaglia señaló que el método de Pacioli llevaba a resultados contraintuitivos si el juego es interrumpido cuando solo se ha jugado una ronda. En este caso, la regla de Pacioli otorgaría el premio entero al ganador de la única ronda, aunque en un momento inicial de un juego muy largo esta ventaja dista mucho de ser decisiva. Tartaglia ideó un método que evita este problema particular basando la división del premio en la proporción entre la medida de la ventaja y la longitud del juego. Esta solución todavía no carece de problemas, porque por ejemplo, en un juego a 100 victorias divide los premios de la misma manera para una ventaja de 65–55 que para una ventaja de 99–89, aunque en el primer caso el juego esté todavía relativamente abierto, mientras que en el segundo caso la victoria del primer jugador es casi segura. El propio Tartaglia no estaba seguro de si el problema era resoluble de una manera justa que convencería a ambos jugadores: "hágase como se haga la división, habrá motivos para una disputa".

## Pascal y Fermat
El problema surgió nuevamente alrededor de 1654, cuando Chevalier de Méré se lo planteó a Blaise Pascal, quien lo discutió en su continua correspondencia con Pierre de Fermat. A través de esta discusión, Pascal y Fermat no solo proporcionaron una solución convincente y coherente para este problema, sino que también desarrollaron conceptos que aún son fundamentales para la teoría de la probabilidad. 
La idea inicial de Pascal y Fermat fue que la división no debería depender tanto de la historia de la parte del juego interrumpido que realmente había tenido lugar, sino de las posibles formas en las que el juego podría haber continuado, si no hubiera sido interrumpido. Intuitivamente, está claro que un jugador con una ventaja de 7–5 en un juego a 10 tiene la misma posibilidad de ganar finalmente que un jugador con una ventaja de 17–15 en un juego a 20, y Pascal y Fermat, por lo tanto, pensaron que la interrupción en cualquiera de las dos situaciones debería conducir a la misma división de las apuestas. En otras palabras, lo importante no es la cantidad de rondas que cada jugador haya ganado hasta el momento, sino la cantidad de rondas que cada jugador aún necesita ganar para lograr la victoria general. 
Fermat razonó así: si un jugador necesita adjudicarse r rondas más para ganar, y el otro necesita s, el juego seguramente habrá sido ganado por alguien después de {\displaystyle r+s-1} rondas adicionales. Por lo tanto, imaginó que los jugadores deberían jugar {\displaystyle r+s-1} rondas más; en total estas rondas tienen {\displaystyle 2^{r+s-1}} resultados diferentes posibles. En algunos de estos posibles futuros, el juego se habrá decidido en menos de {\displaystyle r+s-1} rondas, pero también se puede imaginar que los jugadores continúan jugando sin ningún propósito. Teniendo en cuenta ahora que los posibles futuros son todos igualmente largos, se tiene la ventaja de que es fácil convencerse de que cada una de las {\displaystyle 2^{r+s-1}} posibilidades son igualmente probables. De este modo, Fermat pudo calcular las probabilidades de ganar para cada jugador, simplemente escribiendo una tabla de todas las {\displaystyle 2^{r+s-1}} posibles continuaciones y contando cuántas llevarían a cada jugador a ganar. Fermat consideraba que entonces era justo dividir las apuestas en proporción a esas probabilidades. 
La solución de Fermat, ciertamente "correcta" para los estándares de hoy, fue mejorada por Pascal de dos maneras. Primero, presentó un argumento más elaborado por el que la división resultante debería considerarse justa. En segundo lugar, mostró cómo calcular la división correcta de manera más eficiente que el método tabular de Fermat, que se vuelve completamente inabordable (sin computadoras modernas) si {\displaystyle r+s-1} supera el valor de 10. 
En lugar de solo considerar la probabilidad de ganar todo el juego restante, Pascal ideó un principio basado en pasos sucesivos más cortos: supóngase que los jugadores pudiesen jugar solo una ronda más antes de ser interrumpidos, y que ya se había decidido previamente cómo dividir las apuestas después de esa ronda adicional (posiblemente porque esa ronda le permite a uno de los jugadores ganar). La ronda adicional imaginada puede llevar a uno de los dos futuros posibles con diferentes divisiones justas de las apuestas, pero dado que los dos jugadores tienen todavía posibilidades de ganar la próxima ronda, deben dividir la diferencia entre las dos divisiones futuras de manera equitativa. De esta manera, el conocimiento de las soluciones justas en juegos con menos rondas restantes, se puede utilizar para calcular soluciones justas para juegos con más rondas restantes.
Es más fácil convencerse de que este principio es justo que lo es para la tabla de futuros posibles de Fermat, cuyos resultados son doblemente hipotéticos porque se debe imaginar que en ocasiones el juego debe continuar después de haber sido ganado. El análisis de Pascal aquí es uno de los primeros ejemplos del uso de valores de expectativa en lugar de probabilidades al razonar sobre la probabilidad. Poco después, esta idea se convertiría en la base del primer tratado sistemático sobre probabilidad publicado por Christiaan Huygens. Posteriormente, el concepto moderno de probabilidad surgió del uso de los valores de expectativa de Pascal y Huygens. 
La aplicación directa de la regla paso a paso de Pascal es significativamente más rápida que el método de Fermat cuando quedan muchas rondas. Sin embargo, Pascal pudo usarlo como punto de partida para desarrollar métodos de cálculo más avanzados. A través de la manipulación inteligente de identidades que involucran lo que hoy se conoce como el triángulo de Pascal (incluidas varias de las primeras deducciones explícitas por  inducción), Pascal finalmente demostró que en un juego donde un jugador necesita {\displaystyle r} puntos para ganar y el otro necesita {\displaystyle s} puntos, la división correcta de las apuestas debe estar en la proporción de (usando la notación moderna)
{\displaystyle \sum _{k=0}^{s-1}{\binom {r+s-1}{k}}{\mbox{ frente a }}\sum _{k=s}^{r+s-1}{\binom {r+s-1}{k}}} donde el término {\displaystyle {\binom {r+s-1}{k}}} representa el operador combinación.
El problema de dividir las apuestas todavía en juego se convirtió en un importante ejemplo de motivación para Pascal de su Tratado sobre el triángulo aritmético.
Si bien la deducción de Pascal de este resultado fue independiente del método tabular de Fermat, está claro que también utiliza implícitamente el conteo de diferentes resultados de {\displaystyle r+s-1} rondas adicionales que sugirió Fermat.

### Ejemplo
Sean dos jugadores que se apuestan 12 ducados cada uno, llevándose el premio de 24 ducados el que obtenga primero 6 caras (jugador A) u 6 cruces (jugador B) lanzando una moneda al aire. A efectos prácticos, se contabilizan las veces que gana A y las veces que gana B. Sin embargo, deben interrumpir la partida cuando el jugador A ha ganado 5 veces, y el jugador B 3 veces. ¿Cómo deberían repartir el importe de la apuesta?
Blaise Pascal y Pierre Fermat proponen repartir el premio 7 a 1 (siete partes para A y una parte para B).
Explicación:
Pascal: Dado que a uno de los jugadores le falta un punto para llegar a 6, y al otro tres, el juego se acabará en un máximo de tres partidas. El jugador A se llevaría el premio si ganara la partida siguiente (1/2), o si perdiera la siguiente y ganara la otra (1/4) o si perdiera las dos siguientes y ganara la otra (1/8):
- Probabilidad de que gane A: {\displaystyle {\frac {1}{2}}} + {\displaystyle {\frac {1}{4}}} + {\displaystyle {\frac {1}{8}}} = {\displaystyle {\frac {4}{8}}} + {\displaystyle {\frac {2}{8}}} + {\displaystyle {\frac {1}{8}}} = {\displaystyle {\frac {7}{8}}}

- Probabilidad de que gane B: {\displaystyle 1-{\frac {7}{8}}} = {\displaystyle {\frac {8}{8}}} - {\displaystyle {\frac {7}{8}}} = {\displaystyle {\frac {1}{8}}}

Fermat: Como el juego se puede alargar como máximo tres partidas más, se consideran todos los resultados si se jugaran las tres partidas y se cuentan los casos favorables a cada jugador. A tan solo necesita ganar una partida para ganar el juego. En la tabla se representa A para las partidas ganadas por el jugador A y B, para las partidas ganadas por el jugador B.
```
A B A A A B B B
A A B A B A B B
A A A B B B A B
```

De acuerdo con la tabla, el jugador A cuenta con 7 de las 8 posibilidades, mientras que B, con 1 de las 8.
Por lo tanto, la distribución de los ducados (recuérdese que es la considerada correcta) sería la siguiente: siguiendo una proporción de 7:1, el jugador A se llevaría 21 ducados y el jugador B, 3 ducados.
Aplicación de la fórmula: en el caso anterior, se tiene que las partidas que necesitarían ganar A y B para adjudicarse el juego son respectivamente:
{\displaystyle r=1} y {\displaystyle s=3}
De acuerdo con la fórmula anteriormente descrita:
{\displaystyle \sum _{k=0}^{s-1}{\binom {r+s-1}{k}}=\sum _{k=0}^{2}{\binom {3}{k}}={\binom {3}{0}}+{\binom {3}{1}}+{\binom {3}{2}}=1+3+3=7} (proporción del reparto para A)
{\displaystyle \sum _{k=s}^{r+s-1}{\binom {r+s-1}{k}}=\sum _{k=3}^{3}{\binom {3}{k}}={\binom {3}{3}}=1} (proporción del reparto para B)
Como ya se ha señalado, el resultado depende exclusivamente del número de partidas que le quedan por ganar a cada jugador, independientemente del número total de partidas. Así, el resultado es el mismo si se juegan tres partidas y A ha ganado dos y B ninguna, o si se hubiera acordado jugar 100 partidas y A hubiera ganado 99 y B 97.